# Káně
Káně (Buteo) je rod středně velkých dravých ptáků z čeledi jestřábovitých. 28 druhů je rozšířeno po celém světě s výjimkou Austrálie a Antarktidy, hnízdí i na několika izolovaných ostrovech v Atlantském a Tichém oceánu. Vyskytují se v rozmanitých biotopech od lesních oblastí po tundru a step. Fylogenetický původ rodu je nutno hledat v Jižní Americe, kde žije dodnes nejvíce druhů.

## Přehled druhů
- Buteo albicauduatus, káně pestrá – Severní a Jižní Amerika
- Buteo albigula, káně andská – Jižní Amerika
- Buteo albonotatus, káně černá – Severní a Jižní Amerika
- Buteo archeri, káně Archerova – Afrika (endemit pobřežní vysočiny Somálska)
- Buteo augur, káně černohřbetá – Afrika
- Buteo auguralis, káně rezavokrká – Afrika
- Buteo brachypterus, káně madagaskarská – Madagaskar
- Buteo brachyurus, káně krátkoocasá – Severní a Jižní Amerika
- Buteo buteo, káně lesní – Evropa, Asie, Afrika
- Buteo galapagoensis, káně galapážská – ostrovní druh
- Buteo hemilasius, káně stepní – východní Palearktida
- Buteo jamaicensis, káně rudoocasá – Severní a Jižní Amerika
- Buteo lagopus, káně rousná – Evropa, Asie, Severní Amerika
- Buteo leucorrhous (= Percnohierax leucorrhous), káně bělokostřecová – Jižní Amerika
- Buteo lineatus, káně páskovaná – Severní a Jižní Amerika
- Buteo magnirostris (= Rupornis magnirostris), káně krahujová – Jižní Amerika
- Buteo nitidus (= Asturina nitida), káně šedá – Severní a Jižní Amerika
- Buteo oreophilus, káně horská – Afrika
- Buteo platypterus, káně širokokřídlá – Severní a Jižní Amerika
- Buteo poecilochrous, káně proměnlivá – Jižní Amerika
- Buteo polyosoma, káně rudohřbetá – Jižní Amerika, poddruh B. p. exsul hnízdí na ostrovech u pobřeží Chile
- Buteo regalis, káně královská – Severní a Jižní Amerika
- Buteo ridgwayi, káně dominikánská – Karibik (ostrovní druh, původní na Hispaniole)
- Buteo rufinus, káně bělochvostá – Palearktida
- Buteo rufofuscus, káně šakalí – Afrika
- Buteo solitarius, káně havajská – ostrovní druh (Havajské ostrovy)
- Buteo swainsonii, káně bělohrdlá – Severní a Jižní Amerika
- Buteo ventralis, káně patagonská – Jižní Amerika